# Charles Vinci
Charles Thomas Vinci, Jr. (Cleveland, Ohio, 1933. február 28. – Elyria, Ohio, 2018. június 13.) kétszeres olimpiai bajnok amerikai súlyemelő.

## Pályafutása
Az 1956-os melbourne-i és az 1960-as római olimpián aranyérmes lett harmatsúlyban. Két világbajnoki ezüst- és két pánamerikai aranyérmet nyert pályafutása során.

## Sikerei, díjai
- Olimpiai játékok
  - aranyérmes (2): 1956, Melbourne, 1960, Róma
- Világbajnokság
  - ezüstérmes (2): 1955, 1958,
- Pánamerikai játékok
  - aranyérmes (2): 1955, 1959